# 陈屺怀
陈屺怀（1872年—1943年），著名革命党人、同盟会元老，也是有名的文人。

## 简介
名训正，早年字无邪，又字屺怀，中岁以后以字作名，号玄婴，室名天婴室，故又号天婴。浙江省宁波府慈溪县官桥村(今余姚市三七市镇)人。陈布雷之族兄。
1872年11月30日（清朝同治十一年农历）出生。祖父陳士芳经商，父亲陳依寶為長子是茶叶商人。早年刻苦求学，以文章名闻名。
辛亥革命前，曾在宁波等地组织反清运动。不久后加入同盟会，领导了宁波光复。1927年，任职于浙江省政府，之后曾任浙江省府的委员，主管民政，并二度出任杭州市的市长。杭州市长任上，曾主持创立浙江省立西湖博物馆，并亲自担任馆长达一年。曾到南京担任民国政府参事，不满一年就辞官回家了。寓居于杭州，从事写作和文献工作。
抗日战争时期，浙江省战时临时政府在浙江中部的永康县（今金华永康市）方岩成立，陈屺怀出任副议长。浙江省战时临时政府因战事再迁到云和，陈屺怀即出任议长，为当时一省之最高领导。
1943年10月19日，因劳累过度客逝于浙江云和，享年72岁。

## 文章
与冯君木 (冯拜) 诗文齐名，与友人忻绍如(忻江明)、张于相(张原炜)、洪佛矢 (洪允祥)等常交游唱和。与词人桂林况蕙风 (况周颐)、吴兴朱疆村 (朱孝臧)也相唱酬。

## 著作
- 《鄞县通志》
- 编纂《国民革命军战史》